# Manuela Welzel-Breuer
Manuela Welzel-Breuer (* 1959 in Brandenburg an der Havel) ist eine deutsche Physikdidaktikerin.

## Leben
Manuela Welzel-Breuer absolvierte 1982 ein Studium in Jena als Diplomlehrerin für Physik/Astronomie. Nach einigen Jahren Lehrerfahrung in Neuhaus am Rennweg schloss sich ein weiteres Studium der Pädagogik und Psychologie in Berlin an. Von 1991 bis zu ihrer Promotion 1994 war sie Wissenschaftliche Mitarbeiterin am Institut für Didaktik der Physik an der Universität Bremen, danach Wissenschaftliche Assistentin. Seit 1999 arbeitet sie an der Pädagogischen Hochschule Heidelberg als Professorin für Physik und ihre Didaktik.
Von 2005 bis 2009 bekleidete sie das Vorstandsamt „Schule“ der Deutschen Physikalischen Gesellschaft (DPG). In der European Science Education Research Association (ESERA) war sie von 2005 bis 2011 zunächst Vorstandsmitglied und von 2011 bis 2015 Präsidentin. Außerdem war sie in den Kuratorien von Haus der kleinen Forscher, „Welt der Physik“ und dem Magnus-Haus aktiv. Seit 2015 ist sie Mitherausgeberin und seit 2021 „Editor in Chief“ der multidisziplinären ESERA Buchreihe „Contributions from Science Education Research“ im Springerverlag.
Manuela Welzel-Breuer ist mit dem Physikdidaktiker Elmar Breuer (* 1963) verheiratet. 2002 begründeten sie zusammen das Projekt „Physik für Straßenkinder“, für dessen Umsetzung in Kolumbien sie 2015 mit dem Georg-Kerschensteiner-Preis ausgezeichnet wurden.

## Auszeichnungen
- 2010: DPG-Ehrennadel
- 2015: Georg-Kerschensteiner-Preis